# カノーザ・サンニータ
カノーザ・サンニータ（イタリア語: Canosa Sannita）は、イタリア共和国アブルッツォ州キエーティ県にある、人口約1,300人の基礎自治体（コムーネ）。

## 地理

### 位置・広がり

#### 隣接コムーネ
隣接するコムーネは以下の通り。
- アーリ
- アリエッリ
- クレッキオ
- ジュリアーノ・テアティーノ
- オルソーニャ
- トッロ

## 行政

### 分離集落
カノーザ・サンニータには、以下の分離集落（フラツィオーネ）がある。
- Villa Moggio, Santa Maria d'Orni, Orni